# Druhý věk
Druhý věk je éra fiktivní historie Středozemě spisovatele J. R. R. Tolkiena. Zahrnuje období po svržení Morgotha a končí prvním svržením jeho služebníka, Saurona. Předchází třetímu věku, ve kterém se odehrává děj knihy Pán prstenů.
Druhý věk je obdobím rozkvětu Západní říše, království Númenor, doba vzestupu Černého mága Saurona a jeho služebníků nazgûlů a vytvoření prstenů moci. Poslední spojenectví elfů a lidí vedlo ke svržení Saurona, ale také smrti jejich králů Elendila a Gil-galada.

## Počátek Druhého věku a osídlení Númenoru
Roku 1 byly založeny Šedé přístavy. Ke zbylým Edain, lidem z Tří domů Přátel elfů, přišel Eönwë z Maiar, Manwëho herold, a učil je. Byla jim dána velká moudrost, moc a delší život, než jaký kdy měli jiní ze smrtelného rodu. Nepoznali nemoc, dokud na ně nepadl stín, ale zůstali smrtelní. Edain roku 32 dopluli pod Elrosovým vedením na Númenor, Darovaný ostrov, který ležel v moři mezi Středozemí a Valinorem, a založili tam velké a mocné království.
V té době hodně trpaslíků opustilo stará sídla na severovýchodě v Ered Luin a přesídlilo do Morie. Galadriel a Celeborn sídlili (kolem roku 350) a vládli jako Pán a Paní početnému lidu Noldor i jiných elfů u jezera Nenuial severně od místa, kde později ležel Kraj.
Roku 442 zemřel Elros, první král Númenoru, ve věku pěti set let. Někdy kolem roku 500 se Sauron, Morgothův služebník, opět probudil ve Středozemi. V roce 521 se čtvrtému králi Tar-Elendilovi na Númenoru narodila Silmarien, jeho nejstarší dítě. Její nejstarší syn byl Valandil, první z Pánů z Andúnie. Jeho potomci Elendil a jeho syn Isildur připluli po Pádu Númenoru do Středozemě. Za dnů Tar-Elendila se také první lodě Númenorejců plavily zpět do Středozemě.

## Založení Eregionu
Galadriel a Celeborn se kolem roku 700 odebrali na východ a zřídili převážně noldorskou říši Eregion. V Eregionu pak vzniklo pevné přátelství mezi noldorskými kováři a trpaslíky z nedaleké Morie, kteří objevili naleziště mitrilu, drahocenného kovu, jež se patrně nenacházel nikde jinde ve Středozemi. Kolem roku 750 se začalo stavět hlavní město Eregionu.
V roce 882 přivezl Tar-Aldarion, syn pátého krále Númenoru Tar-Meneldura, svému otci dopis od Gil-galada, posledního Velekrále Noldor ve Středozemi, s prosbou o pomoc proti vzrůstající Sauronově moci. Avšak spory v králově rodině způsobili, že se Gil-galadovi nedostalo pomoci včas. Tar-Aldarion, který se o rok později sám stal králem změnil zákon o následovnictví, aby se vlády ujala nejstarší dcera krále, nezanechá-li syna, jelikož jeho jediným dítětem byla jen krasavice Tar-Ancalimë.
Sauron se obával rostoucí moci Númenorejců a kolem roku 1000 si zvolil Mordor jako zemi, kde se opevnil. Položil také základy Barad-dûr.

## Ukování Prstenů moci
O 200 let později se Sauron začal snažit svést elfy. Gil-galad s ním odmítl jednat, ale kováři z Eregionu, Mírdain, mu bez vědomí Galadriel uvěřili. Númenorejci si od této doby budovali ve Středozemi stálé přístavy.
Zhruba za dalších 150 let odešla Galadriel s Celebornem a dcerou Celebrían do Lórienu. V Eregionu vládl Celebrimbor, syn Curufinův a vnuk Fëanorův. Kolem roku 1500 elfí kováři poučení Sauronem dosáhli vrcholu svého umění. Začali kovat Prsteny moci. Ukovali se Sauronovou pomocí postupně Devět a Sedm prstenů. Celebrimbor pak sám zhotovil Tři prsteny, Nenyu, Prsten vody, Naryu, Prsten ohně, a Vilyu, Prsten vzduchu.
Kolem roku 1600 Sauron dostavil Barad-dûr a ukoval Jeden prsten, schopný ovládnout všechny ostatní. Když si ho ale nasadil, elfové své prsteny sundali a nikdy je pak nepoužívali dokud se Jeden neztratil. Celebrimbor se v Lórienu radil s Galadriel a dal jí Nenyu. Dva ze Tří prstenů poslal Gil-galadovi do Lindonu, ten pak předal Naryu Círdanovi a před útokem vojsk Posledního spojenectví dal svou Vilyu Elrondovi.

## Zpustošení Eregionu
Roku 1693 začala válka se Sauronem a po 4 letech byl Eregion zpustošen a Celebrimbor zabit. Sauron se zmocnil Sedmi a Devíti prstenů, zkazil je dle své vůle, protože se podílel na jejich výrobě. Elrond s armádou ustoupil z Eregionu a našel útočiště v Roklince. Sauron pak rozdal Sedm prstenů pánům trpaslíků, kteří se ale dali těžko zkrotit a s prstenem jen vzrostla jejich žádostivost po zlatě. Devět daroval lidem.
Ti, co nosili Devět, se za svých dlouhých dnů stali mocnými králi, černokněžníky, či válečníky, ale nakonec všichni padli zcela pod moc Jednoho. Roku 1700 Tar-Minastir, jedenáctý král Númenoru, poslal do Středozemě velké loďstvo. Sauron byl poražen a zahnán na Východ.

## Rozdělení Númenorejců
V roce 2251 se objevili nazgûlové, otroci Devíti prstenů. Začala vzpoura a rozdělení Númenorejců, většina závidila elfům a Valar jejich nesmrtelnost. Jak totiž rostla moc Númenorejců, rostla i jejich touha po moci a po dlouhém životě Eldar. Od té doby se králové většinou nevzdávali žezla až do své smrti a dny jejich života se se strachem ze smrti zkrátili.
„Věrných“ Númenorejců, z nichž hlavní byli Páni z Andúnie, byla menšina. Lodě elfů v té době přestali připlouvat na Númenor. U ústí Anduiny (pozdější Gondor) byl zbudován Pelargir, hlavní přístav věrných Númenorejců.

## Pád Númenoru

Proměna Ardy po pádu Númenoru

Ar-Pharazôn, čtyřiadvacátý, nejmocnější a poslední král Númenoru, který uchvátil žezlo na úkor své manželky Tar-Míriel, dcery svého strýce, odvezl Saurona jako zajatce na Númenor. Sauron pak zkazil srdce Númenorejců. Později se pod Sauronovým učením král obrátil k uctívání Tmy a Melkora, jako Pána všeho.
Roku 3319 Ar-Pharazôn s velkou armádou zaútočil na Valinor, aby se Zeměmi neumírajících získal i nesmrtelnost, jak mu nalhal Sauron. Pro tu chvíli Valar složili vládu nad Ardou a sám Manwë volal k Ilúvatarovi. Ten změnil svět. Armáda nejpyšnějšího lidského krále byla pohřbena padajícími horami Amanu. Nastal Pád Númenoru, celý ostrov i se Sauronem zmizel v propasti a zaplavilo ho moře. Aman a ostrov Eressëa byli navždy odstraněny z dosahu smrtelných lidí. Zbytek světa byl zakulacen.
Z milosti Valar však bylo ušetřeno devět velkých lodí věrných Númenorejců, kteří se i s manželkami a dětmi nalodili už dříve a nejeli do války. Jejich vůdcem byl Elendil. Do Středozemě pak vezli mnoho pokladů z nichž největší bylo sedm palantírů, vidoucích kamenů, které vytvořil sám Fëanor, a odmladek Nimlothu, Bílého stromu Númenoru, s kterým měla být linie králů svázána a který byl z Bílého stromu, zmenšené podobuy Telperionu, jemuž dala růst Yavanna.

## Válka Posledního spojenectví
V dalším roce (3320) založili zbylí Númenorejci říše ve vyhnanství: Arnor, Severní království, kde vládl Elendil, a Gondor, Jižní království, kde vládli jeho dva synové Isildur a Anárion. Bílý strom byl zasazen v Minas Ithil, a vidoucí kameny rozděleny. Tři uchovával Elendil, jeden v Annúminasu, městě severních králů, a dva ve věžích Emyn Beraid a Amon Sûl. Gondorské byly v Minas Ithil, Minas Anor, v Orthanku a v Osgiliathu.
Sauron se však bez těla vrátil do Mordoru a roku 3429 napadl Gondor. Nazgúlové dobyli Minas Ithil. Roku 3430 Gil-galad a Elendil utvořili Poslední spojenectví elfů a lidí. Velké vojsko pak pochodovalo na východ k Mordoru. Téměř každý druh byl zastoupen v obou armádách, trpaslíků bylo ale na obou stranách málo, ale morijští bojovali proti Sauronovi. Jen elfové byli nerozděleni a následovali Gil-galada.
V bitvě na Dagorladu před branami Mordoru umřel roku 3434 král Velkého hvozdu elf Orophera, otec Thranduila. Sauron byl ale poražen a stáhl se. Začalo sedmileté obléhání Barad-dûr, při němž byl zabit Anárion (roku 3440).
Roku 3441 vyšel Sauron. Zabil Gil-galada, posledního Velekrále Noldor ve Středozemi, a Elendila. Isildur, syn Elendila, mu uťal úlomky otcovu meče Narsilu Jeden prsten, což zahubilo Sauronovu fyzickou podobu. Nazgúlové, Prstenové příznaky, se ztratili ve stínu. Isildur si však prsten ponechal a nezničil, jak mu radil Elrond a Círdan.
Po porážce Saurona nastal Třetí věk Středozemě.